# Nikol Voigtländer
Nikol Voigtländer (* 15. Dezember 1940 in München) ist ein deutscher Schauspieler, Theaterregisseur und Bühnenbildner.

## Leben und Wirken
Voigtländer studierte von 1961 bis 1964 in München Theaterwissenschaft und Germanistik. Von 1962 bis 1964 ließ er sich an der Neuen Münchner Schauspielschule ausbilden, während er an der Studentenbühne als Bühnenbildner tätig war.
Sein erstes Engagement führte ihn 1964/65 nach Hildesheim. Von 1965 an wirkte er an der Schaubühne am Halleschen Ufer in Berlin. 1966 spielte er an der Freien Volksbühne Stefan in Waldbrunn/Winiewicz’ Die Flucht. Voigtländer wirkte in mehreren Kurzfilmen und Hörspielen mit.
Von 1967 bis 1974 studierte er mit Diplom-Abschluss Soziologie und Psychologie. Bis 1976 spielte er an der Berliner Schaubühne wiederholt unter Peter Stein, so in Peer Gynt (1971) und Heiner Müllers Der Lohndrücker.
Von 1976 bis 1980 betätigte er sich als Regisseur unter anderem in Wiesbaden, am Landestheater Tübingen und am Frankfurter Theater am Turm, wo er Brechts Furcht und Elend des Dritten Reiches inszenierte. An den Münchner Kammerspielen übernahmen nach einem Streit über Achternbuschs Susn Dieter Dorn und Ernst Wendt die Endproben.
Von 1981 bis 1987 ging Voigtländer wieder Verpflichtungen an der Berliner Schaubühne nach, nun Schaubühne am Lehniner Platz. An der Freien Volksbühne verkörperte er 1984/85 Arkadij S. Islajev in Turgenjews Ein Monat auf dem Lande. 1988 bis 1995 war er am Schauspielhaus Bochum und 1989 bis 1990 als Gast am Schauspiel Köln aktiv.
Seit 1982 arbeitete er außerdem als Bühnenbildner, so am Thalia Theater Hamburg, am Schauspiel Basel (Howard Brentons Genius, Sternheims Die Kassette), am Theater am Neumarkt Zürich (Grabbes Don Juan und Faust), am Staatstheater Kassel (Taboris Mein Kampf), am Schauspielhaus Bochum und am Residenztheater München.
Voigtländer übernahm zahlreiche Rollen in Fernsehproduktionen. Er unterrichtet seit 1997 an der Neuen Münchner Schauspielschule.

## Filmografie
- 1969: Die Kleinbürgerhochzeit
- 1971: Peer Gynt
- 1978: Elfriede
- 1979: Der Architekt der Sonnenstadt
- 1982: Warten bis Lili kommt
- 1997: Tatort – Tödlicher Galopp
- 1993–2000: Auf eigene Gefahr
- 1997: Nur eine Hure
- 1999: Das Biest im Bodensee
- 1999: Der gerade Weg
- 1999: Sieben Tage bis zum Glück
- 1999: Tatort – Starkbier
- 1999: Tatort – Licht und Schatten
- 2000: Der tote Taucher im Wald
- 2000: Die Gefesselten
- 2000: Tatort – Direkt ins Herz
- 2000–2005: Samt und Seide (Fernsehserie)
- 2001: Albtraum einer Ehe
- 2002: Eva – ganz mein Fall
- 2002: Der Bulle von Tölz: Zirkusluft
- 2002–2010: Rosamunde Pilcher
- 2003: Mensch Mutter
- 2003:  Polizeiruf 110 – Pech und Schwefel
- 2003–2004: Um Himmels Willen
- 2004: Mörderische Elite
- 2006: Stunde der Entscheidung
- 2006: Stadt, Land, Mord!
- 2007: Die Rosenheim-Cops: Tod im Kino
- 2008: Zur Sache, Lena!
- 2009: Ihr Auftrag, Pater Castell: Die Loge
- 2010: Der Kaiser von Schexing
- 2010: Forsthaus Falkenau
- 2010: Gräfliches Roulette
- 2011: Kann denn Liebe Sünde sein?
- 2013: Alles Chefsache!
- 2014: Die Rosenheim-Cops – Alte Sünden rosten nicht
- 2015: In aller Freundschaft – Aus der Spur
- 2015: Hubert und Staller – Die Japaner kommen (Fernsehserie, eine Folge)
- 2019: In aller Freundschaft – Das Hohelied der Liebe
- 2024: Hubert ohne Staller – Geständnis aus der Zukunft